# Jalambādān
Jalambādān (persiska: جلمبادان) är en ort i Iran.   Den ligger i provinsen Khorasan, i den nordöstra delen av landet, 500 km öster om huvudstaden Teheran. Jalambādān ligger 1 554 meter över havet och antalet invånare är 673.
Terrängen runt Jalambādān är lite bergig.Runt Jalambādān är det ganska glesbefolkat, med 29 invånare per kvadratkilometer. Närmaste större samhälle är Arg-e Now Jūy, 19,4 km nordväst om Jalambādān. Trakten runt Jalambādān består i huvudsak av gräsmarker.